# Jimmy O. Yang

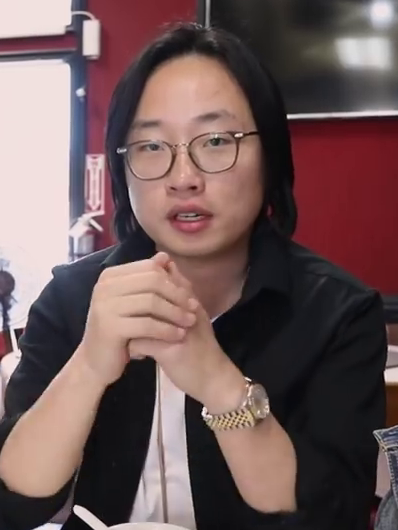
Jimmy O. Yang (2018)

Jimmy O. Yang, auch Jimmy Ouyang (chin.: 歐陽萬成; * 11. Juni 1987 in Hongkong als Au-Yeung Man-sing), ist ein chinesisch-US-amerikanischer Schauspieler, Stand-up-Komiker und Buchautor. Bekanntheit erlangte er vor allem durch die Rolle des Jian Yang aus der Serie Silicon Valley.

## Frühe Jahre
Jimmy O. Yang wurde als Sohn chinesischer Migranten in Hongkong als Au-Yeung Man-sing geboren. Im Jahr 2000, als Yang 13 Jahre alt war, migrierte die Familie in die Vereinigten Staaten und ließ sich in Los Angeles nieder. Ein Teil seiner Verwandtschaft lebte bereits in den USA. Sein Vater wollte ihm und seinem Bruder Roy eine gute Schulausbildung ermöglichen. Mit Beginn der achten Klasse besuchte er die John Burroughs Middle School. Anschließend wechselte er auf die Beverly Hills High School.  Nach dem Abschluss nahm er ein Studium der Wirtschaftswissenschaften an der University of California, San Diego auf, welches er 2009 abschloss. Die Eröffnungsrede der Abschlussveranstaltung hielt Mike Judge, in dessen Serie Silicon Valley Yang später eine der Hauptrollen übernehmen sollte.
Seit 2015 besitzt Yang neben der chinesischen auch die US-amerikanische Staatsbürgerschaft. Neben seiner Muttersprache Kantonesisch spricht er auch fließend Englisch und Mandarin.

## Karriere
Yang tritt seit seinem 21. Lebensjahr als Stand-up-Komiker auf. 2012 übernahm er seine erste Rolle vor der Kamera mit einem Gastauftritt in der Serie 2 Broke Girls. Anschließend trat er auch in Marvel’s Agents of S.H.I.E.L.D., It’s Always Sunny in Philadelphia, New Girl, Criminal Minds und Battle Creek in Gastrollen auf. Seine erste Filmrolle übernahm er 2013 in Prakti.com, wenngleich er im Abspann nicht aufgeführt wurde. 2014 übernahm er als Jian Yang eine Nebenrolle in der ersten Staffel der HBO-Serie Silicon Valley. Mit Beginn der zweiten Staffel stieß er zur Hauptbesetzung der Serie und ist seitdem in der Rolle zu sehen. Mit dem Geld, welches er als Gastdarsteller im Laufe der ersten Staffel verdiente, kaufte er sich einen Toyota Prius, um damit für den Fahrdienstleister Uber fahren zu können, um sich zusätzliches Geld für die Zeit zwischen der ersten und zweiten Staffel zu verdienen.
2016 wirkte Yang als Dun Meng im Film Boston mit. Die Rolle seiner Eltern übernahmen darin seine leiblichen Eltern, Ping Ping Yang und Wingkay Leung. 2017 stellte Yang in der Krimi-Komödie El Camino Christmas den Kameramann Mike dar. Ein Jahr später übernahm er als Bernard Tai eine Nebenrolle in Crazy Rich.
Im März veröffentlichte Yang ein Buch unter dem Titel How to American: An Immigrant's Guide to Disappointing Your Parents, zu dem Mike Judge das Vorwort schrieb. Ab 2018 ging er als Comedian auf Tournee, die den gleichen Titel wie das Buch trug. Neben seinen Auftritten in Film, Fernsehen und als Komiker, lieh er auch einigen Figuren aus Animationsserien und -filmen die Stimme, beispielsweise in Die Simpsons, American Dad oder The LEGO Movie 2. Von 2020 bis 2022 spielte er als Dr. Chan Kaifang eine Nebenrolle in zwei produzierten Staffeln der Serie Space Force des Streaminganbieters Netflix.

## Filmografie
- 2012: 2 Broke Girls (Fernsehserie, Episode 1x13 Die geheime Zutat)
- 2013: Prakti.com (The Internship)
- 2013: Marvel’s Agents of S.H.I.E.L.D. (Agents of S.H.I.E.L.D., Fernsehserie, Episode 1x05 Die lebende Fackel)
- 2013: It’s Always Sunny in Philadelphia (Fernsehserie, Episode 9x08)
- 2014: New Girl (Fernsehserie, Episode 4x02)
- 2014: Criminal Minds (Fernsehserie, Episode 10x02 Die Kreise der Hölle)
- 2014: Things You Shouldn't Say Past Midnight (Fernsehserie, 5 Episoden)
- 2014–2019: Silicon Valley (Fernsehserie, 31 Episoden)
- 2015: Battle Creek (Fernsehserie, Episode 1x07)
- 2016: Those Who Can't (Fernsehserie, 3 Episoden)
- 2016: Broken (Fernsehserie, 3 Episoden)
- 2016: Boston (Patriots Day)
- 2016–2017: American Dad (Fernsehserie, 2 Episoden, Stimme)
- 2017: El Camino Christmas
- 2018: Juliet, Naked
- 2018: The 5th Quarter (Fernsehserie, Episode 2x01)
- 2018: Another Period (Fernsehserie, Episode 3x08)
- 2018: Die Simpsons (The Simpsons, Fernsehserie, Episode 29x15 Politisch unkorrekt, Stimme)
- 2018: How to Party with Mom (Life of the Party)
- 2018: Drunk History (Fernsehserie, Episode 5x11)
- 2018: Crazy Rich (Crazy Rich Asians)
- 2018: The Happytime Murders
- 2018–2019: Fresh Off the Boat (Fernsehserie, 3 Episoden)
- 2019: The LEGO Movie 2 (The Lego Movie 2: The Second Part, Stimme)
- 2020: Lady Business (Like a Boss)
- 2020: Fantasy Island
- 2020: We Bare Bears: The Movie (Fernsehfilm, Stimme)
- 2020: The Opening Act
- 2020–2022: Space Force (Fernsehserie, 17 Episoden)
- 2021: Der Wunschdrache (Wish Dragon, Stimme)
- 2021: Love Hard
- 2022: Easter Sunday
- 2022: Beavis and Butt-Head Do the Universe (Stimme)
- 2024: Interior Chinatown (10 Episoden)
- 2024: Gremlins – Secrets of the Mogwai (Fernsehserie, Stimme)